# Duc (carrosserievorm)

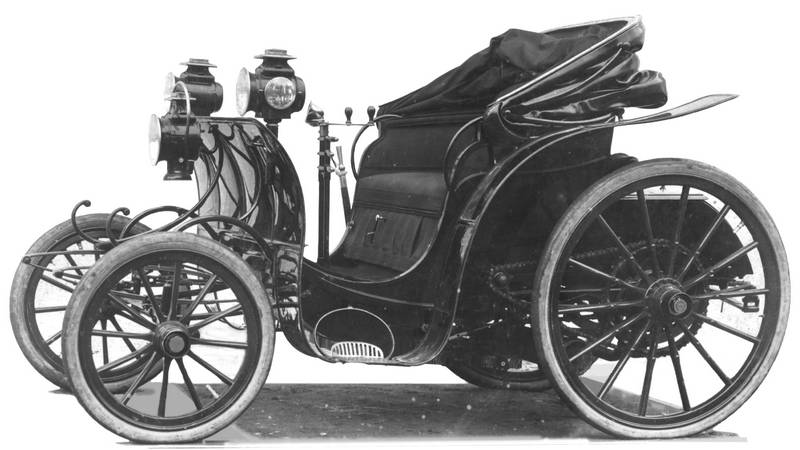
Duc: Audibert & Lavirotte (1896)

De duc is een ouderwetse carrosserievorm van een open auto voor twee of vier passagiers, die beschermd zijn door een stoffen kap. De duc wordt gekenmerkt door de lage zitpositie van de inzittenden. Deze carrosserievorm kwam voort uit de koets.
De duc vis-à-vis (Frans voor "tegenover") had twee zitbanken die tegenover elkaar opgesteld waren.

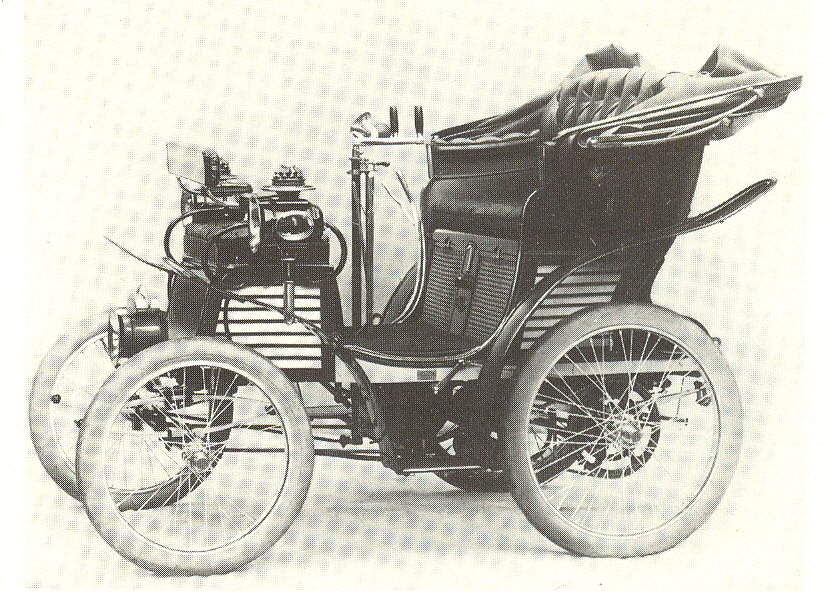
Duc vis-à-vis: Fiat 3,5 HP (1899)
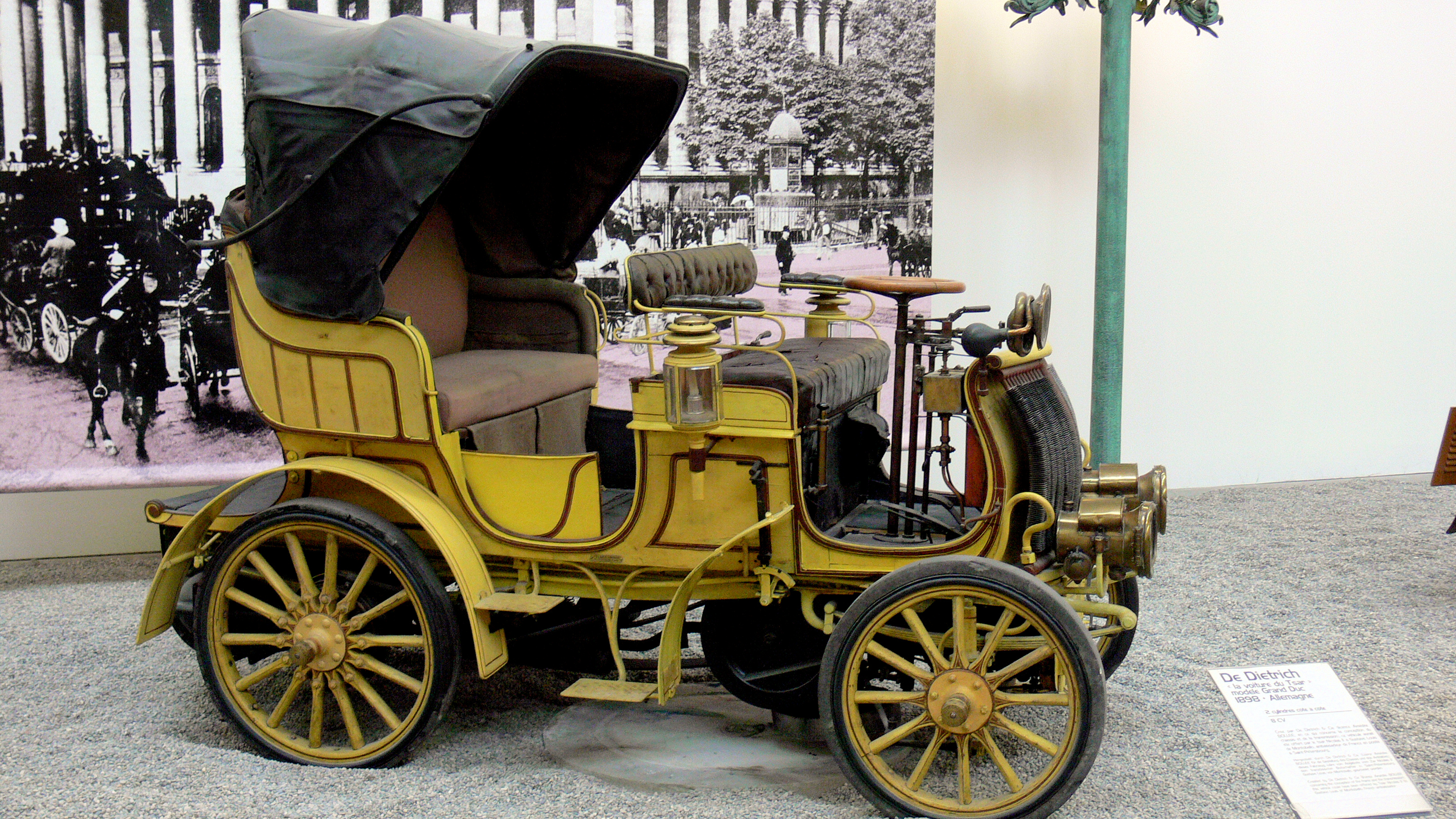
Duc vierzitter: De Dietrich Grand Duc (1898)